# Barkly East
Barkly East ist eine Stadt in der südafrikanischen Provinz Ostkap. Sie liegt in der Gemeinde Senqu im Distrikt Joe Gqabi, dessen Verwaltungssitz sie ist.

## Geographie
Barkly East hat etwa 9986 Einwohner (Volkszählung 2011). Am häufigsten werden isiXhosa und Sesotho gesprochen. Die Stadt liegt südlich von Lesotho in den südlichen Ausläufern der Drakensberge und ist eine der höchstgelegenen Städte Südafrikas. Der Langkloofspruit, ein Nebenfluss des Kraai River, der wiederum ein Nebenfluss des Oranje ist, fließt durch Barkly East.

### Klima
Die durchschnittliche Niederschlagsmenge beträgt 567 mm, wovon die meisten Niederschläge im Sommer fallen.

## Geschichte
Barkly East wurde 1873 gegründet und nach dem damaligen Gouverneur der Kapkolonie, Sir Henry Barkly, benannt. Zur Unterscheidung von der Stadt Barkly West, die ebenfalls zur Kapkolonie gehörte, wurde es Barkly East genannt.

## Wirtschaft und Verkehr
Haupteinnahmequelle ist die Schafhaltung. Daneben wird im Gebiet nördlich von Barkly East Wintersport betrieben, etwa im Skigebiet Tiffindell.
Barkly East liegt an der R58 zwischen Lady Grey im Nordwesten und Elliot im Südosten sowie an der R396, die quer dazu von Indwe in die Nähe von Mount Fletcher führt. Barkly East war Endpunkt der Bahnstrecke Aliwal North–Barkly East, die 2001 stillgelegt wurde.